# Jingo de Lunch
Jingo de Lunch va ser un grup de punk rock alemany originari del barri berlinès de Kreuzberg. Va ser considerat un precursor de la música crossover mesclant punk, hardcore, hard rock i rock. Va realitzar nombroses gires per Europa acompanyant grups com Ramones, Bad Brains, Die Toten Hosen i Bad Religion.

## Trajectòria
El 1987 Jingo de Lunch va publicar el seu àlbum de debut Perpetuum Mobile, tres mesos després del seu primer assaig. El seu segon LP, Axe To Grind, es va gravar el 1989. Amb el seu tercer àlbum Underdog, van prendre una nova direcció artística i es van allunyar de les seves arrels underground signant amb el segell discogràfic Phonogram Records. Altres dos àlbums publicats van ser B.Y.E. i Deja Voodoo, abans de separar-se el 1996.
El 2006, Jingo de Lunch va fer dos concerts de reunió al White Trash Fast Food de Berlín. L'any següent va publicar The Independent Years, un àlbum recopilatori amb cançons dels seus dos primers àlbums, i per a celebrar el seu 20è aniversari com a grup va realitzar una gira per diverses ciutats d'Alemanya i Itàlia.
L'octubre de 2010 va publicar un nou àlbum, Land of the Free-ks amb gira inclosa. El setembre de 2011 va publicar un àlbum en directe, Live in Kreuzberg, gravat al Lido de Berlín el 25 de novembre de 2010. Jingo de Lunch es va separar oficialment el setembre de 2012. El seu darrer concert va ser al Ruhrpott Rodeo Festival el 26 de maig de 2012.

## Discografia

### Àlbums
- 1987 Perpetuum Mobile (We bite Records)
- 1989 Axe To Grind (Hellhound)
- 1990 Underdog (Phonogram)
- 1991 B.Y.E (Phonogram)
- 1994 Deja Voodoo (Vertigo)
- 2007 The Independent Years (Rookie Records)[4]
- 2010 Land of the Free-ks (Noise-O-Lution.)
- 2011 Live in Kreuzberg (Noise-O-Lution.)

### Mini LP
- 1988 Cursed Earth (12", Bonzen Records)

### Maxi CD
- 1990 Crawl (Phonogram)
- 1994 Dogs Day (Phonogram)